# Szczepka
Szczepka – przysiółek w Polsce położony w województwie warmińsko-mazurskim, w powiecie działdowskim, w gminie Iłowo-Osada, w sołectwie Sochy.
W latach 1975–1998 miejscowość położona była w województwie ciechanowskim.
W początkach XIX wieku Szczepka funkcjonowała na prawie chełmińskim. Składała się z 2 zagród zamieszkałych przez 14 osób.